# لاگارتو
لاگارتو (به پرتغالی: Lagarto) یک شهر در برزیل است که در سرژیپه واقع شده‌است.

## خصوصیات
لاگارتو ۹۶۹ کیلومترمربع مساحت و ۱۰۰٬۳۳۰ نفر جمعیت دارد و ۱۸۳ متر بالاتر از سطح دریا واقع شده‌است.